# Mauro Gerk
Mauro Néstor „Tanque” Gerk Larrea (ur. 9 maja 1977 w Coronel Dorrego) – argentyński piłkarz z obywatelstwem meksykańskim występujący na pozycji napastnika, trener piłkarski.